# 上四府
上四府，又稱上府，是指中國唐至清時期福建省轄下的內陸四府（相對於沿海的下四府）：
- 建寧府
- 延平府
- 邵武府
- 汀州府

|  | 这是一个同类索引条目，列出擁有相同或近似名稱的同類型項目。 若您循內部連結來到此頁面，請考慮修正該，將其指向正確的條目。 |